# Augustin Potier

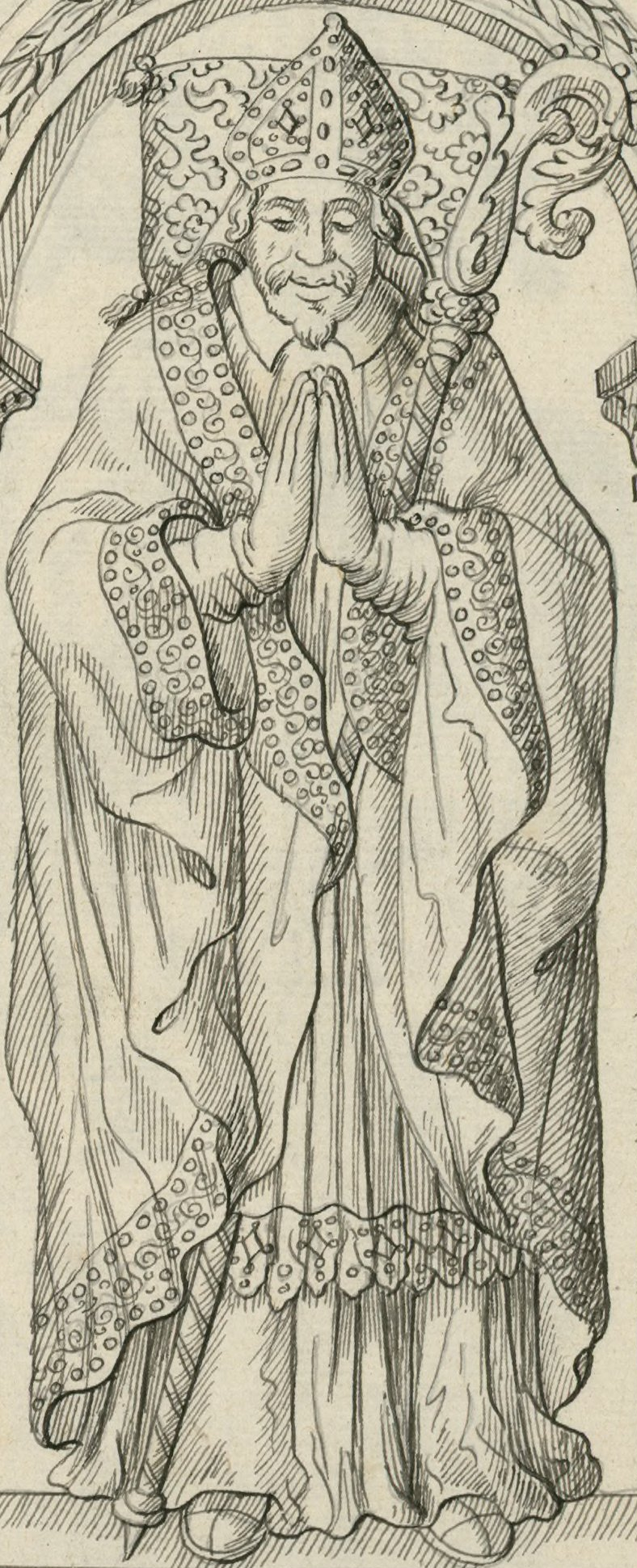
Grabstein Potiers

Augustin Potier († 19. Juni oder 20. Juni 1650 in Bresles) war ein französischer römisch-katholischer Bischof und Staatsmann.

## Leben
Augustin Potier stammte aus dem Familienzweig Blancmesnil der Pariser Familie Potier. Sein Vater Nicolas III. Potier war Président à mortier am Parlement von Paris und Kanzler der Königin Maria de’ Medici. 1594 erhielt Potier ein Kanonikat in Beauvais, dem Bistum seines Bruders René, und war 1608 Stadtrat in Paris. 1616 als Nachfolger seines verstorbenen Bruders René zum Bischof und Grafen von Beauvais ernannt, wurde er am 17. September 1617 in Rom, in der Kirche St. Louis des Français, von Kardinal Ubaldini zum Bischof geweiht.
Potier hatte das besondere Vertrauen der Königinmutter Anna von Österreich, deren Erster Almosenier (grand aumônier) er seit 1624 war. Von dieser nach ihrem Amtsantritt als Regentin 1643 in den Staatsrat berufen und als Nachfolger des im Vorjahr verstorbenen Kardinals Richelieu als Erster Minister ins Auge gefasst, erwies er sich jedoch bald als ungeeignet (der Kardinal Retz nennt ihn in seinen Memoiren unverblümt einen Idioten). Er verlor die Gunst der Königin, die sich Mazarin zuwandte, und wurde im September 1643 vom Hof verbannt und in sein Bistum verwiesen. Damit war auch die Hoffnung auf das Kardinalat, das die Königin für ihn angestrebt hatte, zerstoben.
Als Bischof nahm Potier mehrere Visitationen vor, kümmerte sich um die Armenfürsorge (er war mit Vinzenz von Paul befreundet), gründete und förderte ein Priesterseminar und ein Krankenhaus. Er sorgte für die Instandhaltung von Kirchen und reformierte einige Abteien. Er starb nach langer Krankheit am 19. oder 20. Juni 1650 auf dem Schloss Bresles der Bischöfe von Beauvais und wurde in der Kathedrale von Beauvais begraben. Sein Nachfolger wurde sein Neffe Nicolas Choart de Buzenval.